# George Rickey
George Rickey, né le 6 juin 1907 à South Bend (Indiana), mort le 17 juillet 2002 à Saint Paul (Minnesota), est un sculpteur américain de l'art cinétique.

## Biographie
Son père était cadre dans l'entreprise des machines à coudre Singer (usa), il muté en Écosse. Alors Rickey étudia à Glenalmond College et sera diplômé en histoire à Balliol College. Il voyage en Europe et étudie l'art à Paris. Ensuite il retourne aux États-Unis où il est professeur à Groton School, parmi ses étudiants il y a le futur conseiller McGeorge Bundy.

## Œuvres
- "Conversation" (Parc Albert-Michallon du Musée de Grenoble)

## Galerie

Vier Vierecke im Geviert, 1969, Stahl, Berlin
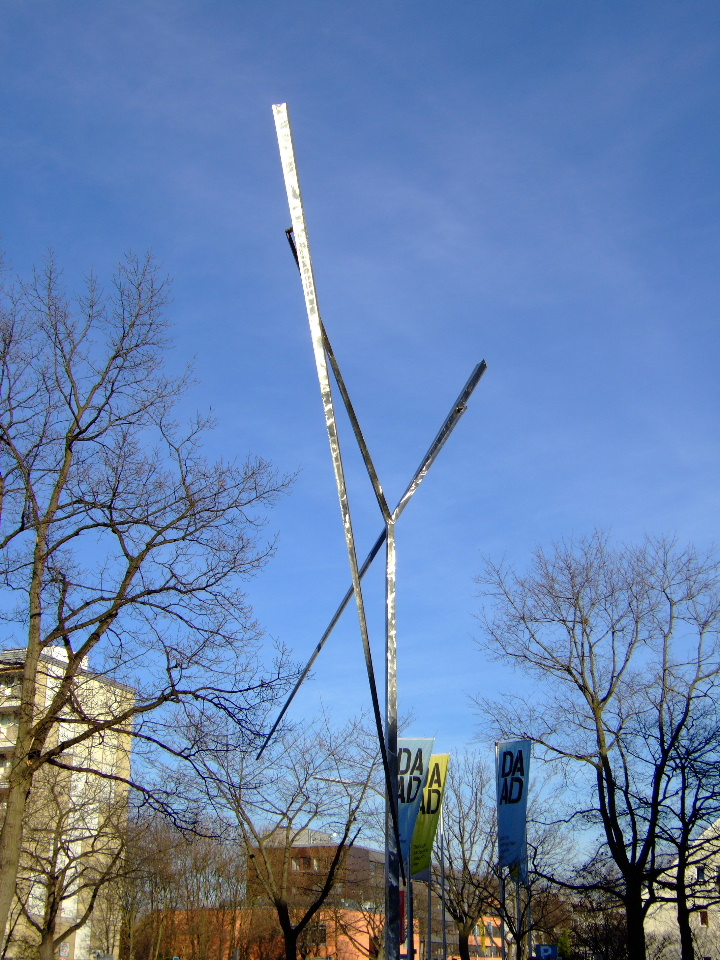
Two lines oblique
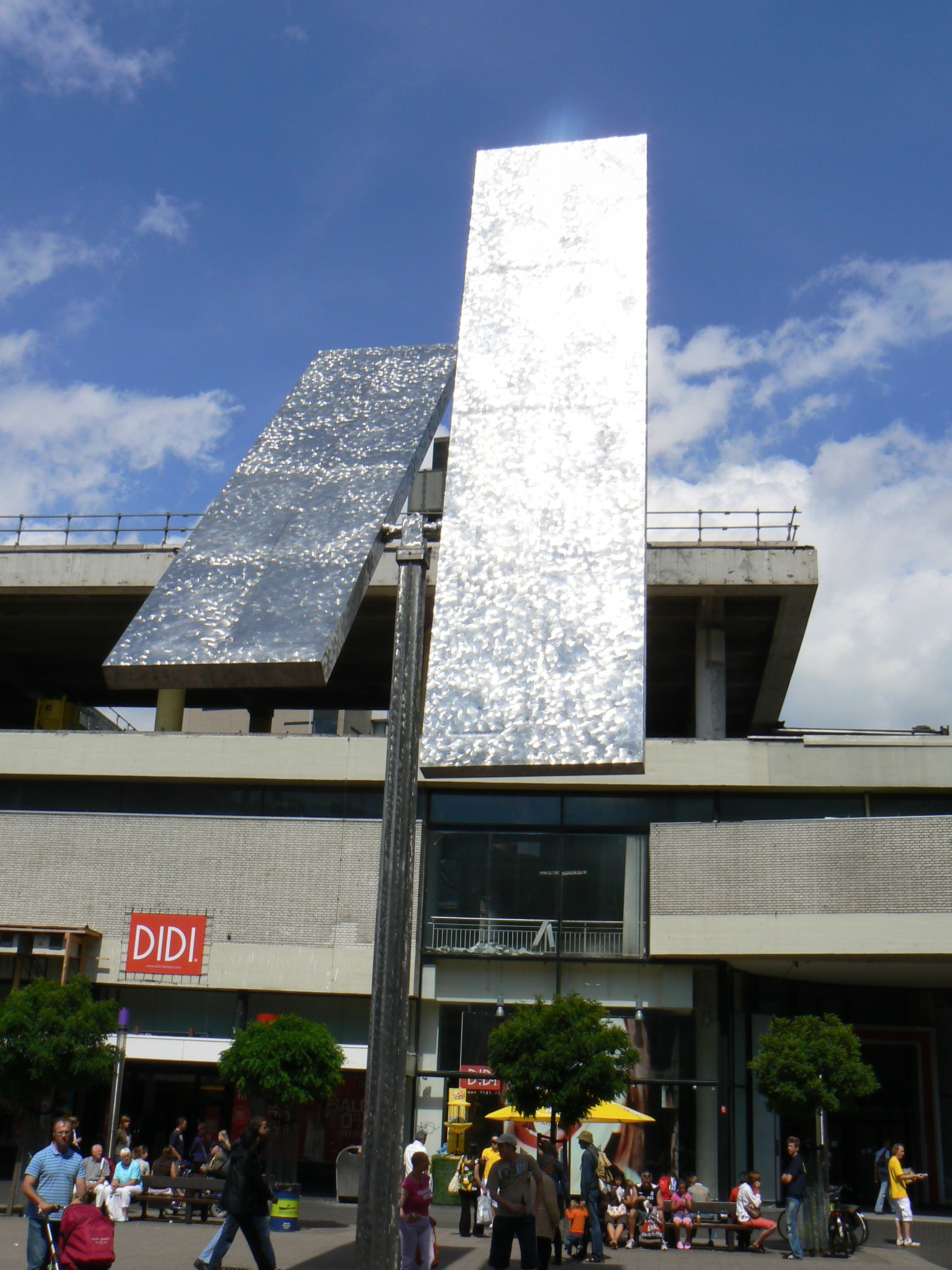
kinetic sculpture (1971) Rotterdam/Pays-Bas